# Мошоринская волость
Мошоринская волость — административно-территориальная единица Александрийского уезда Херсонской губернии.
По состоянию на 1886 год состояла из единственного поселения, единственного сельского общества. Население 3359 человек (1675 мужского пола и 1684 женского), 536 дворовых хозяйств.
|                        | Площадь | В том числе пахотной |
| ---------------------- | ------- | -------------------- |
| Сельских общин         | 6204    | 6064                 |
| Частной собственности  | -       | -                    |
| Казённой собственности | 274     | 108                  |
| Другой собственности   | 60      | 30                   |
| Всего                  | 6538    | 6202                 |

Поселения волости:
- Мошорино (Бешка)[1] — село при реке Бешка в 30 верстах от уездного города, 3359 человек, 536 дворов, православная церковь, школа и 9 лавок.
- Зарудные Байраки